# A Southampton FC és a Leicester City FC 2019. október 25-i mérkőzése
A Southampton FC és a Leicester City FC mérkőzésére 2019. október 25-én került sor Southamptonban. Ez a jelenlegi legnagyobb különbségű vendéggyőzelem a Premier League történetében.

## Előzmények
A 2019–2020-as angol labdarúgó-bajnokságot viszonylag jól kezdő Leicester City magabiztosan várta a mérkőzést. 9 forduló alatt 17 pontot szerzett. Ellenben a hazaiak 8 pontot szereztek. 

## Mérkőzés-összefoglaló
| 2019. október 25. 21:00 (CEST) |

| Southampton   | 0–9               | Leicester City                                                                |
| ------------- | ----------------- | ----------------------------------------------------------------------------- |
| Ryan Bertrand | (0–5) Jegyzőkönyv | Vardy 45' 58' 90+4' Pérez 19' 39' 57' Tielemans 17' Chilwell 10' Maddison 85' |

| St. Mary Stadion, Southampton Nézőszám: 28, 762 Játékvezető: Andre Marriner (angol) |

| Southampton | Leicester City |

| GK               | 28 | Angus Gunn               |     |                                      |
| RB               | 35 | Jan Bednarek             |     |                                      |
| CB               | 3  | Josida Maja              |     | 84'                                  |
| LB               | 4  | Jannik Vestergaard       |     |                                      |
| RB               | 43 | Yann Valeri              |     |                                      |
| CM               | 16 | James Ward-Prowse        |     |                                      |
| CM               | 14 | Oriol Romeu              |     |                                      |
| CM               | 23 | Pierre-Emile Højbjerg(C) |     |                                      |
| LM               | 21 | Ryan Bertrand            |     | sárga lap · 2. sárga lap · kiállítva |
| CF               | 22 | Nathan Redmond           |     |                                      |
| CF               | 9  | Danny Ings               |     | 26'                                  |
| Cserék:          |    |                          |     |                                      |
| DF               | 5  | Jack Stephens            | 46' |                                      |
| DF               | 31 | Kevin Danso              |     | 46'                                  |
| MF               | 14 | Stuart Armstromg         |     | 70'                                  |
| Vezetőedző:      |    |                          |     |                                      |
| Ralph Hasenhüttl |    |                          |     |                                      |

| GK              | 1  | Kasper Schmeichel(C) |  |     |
| RB              | 21 | Ricardo Pereira      |  |     |
| CB              | 6  | Jonny Evans          |  |     |
| CB              | 4  | Çağlar Söyüncü       |  |     |
| LB              | 3  | Ben Chilwell         |  |     |
| DM              | 25 | Wilfred Ndidi        |  |     |
| RM              | 17 | Ayonzé Pérez         |  | 74' |
| CM              | 8  | Youri Tielemans      |  |     |
| CM              | 10 | James Maddison       |  |     |
| LF              | 15 | Harvey Barnes        |  | 72' |
| CF              | 9  | Jamie Vardy          |  |     |
| Cserék:         |    |                      |  |     |
| MF              | 11 | Marc Albrighton      |  | 72' |
| FW              | 7  | Demarai Gray         |  | 74' |
| Vezetőedző:     |    |                      |  |     |
| Brendan Rodgers |    |                      |  |     |

## Következmények
A mérkőzés után a Leicester a 3. helyre lépett fel, míg a Southampton hátulról a harmadikra, tehát a 18. helyre került. Az eredmény sokakban nagy meglepődést váltott ki. A vesztes csapat játékosai a mérkőzés napján esedékes fizetésüket jótékony célra ajánlották fel.